# БСБ Банк
ЗАО «Белорусско-Швейцарский Банк «БСБ Банк» — белорусский, коммерческий банк с 100% иностранным капиталом, основан 7 октября 2002 года.
В число акционеров входят две швейцарские компании: акционерные общества «Swiss Investment Century», «Profinvest Professional and Financial Investment».
Банк предоставляет расчётно-кассовые услуги юридическим лицам, выпускает стандартные и премиальные карты международных платежных систем, производит обмен валют, оказывает услуги доверительного управления, факторинга, предоставляет кредиты и банковскую гарантию бизнес-клиентам.
По состоянию на июль 2022 года банк оказывает услуги в Минске и дистанционно через свои онлайн-сервисы.

## Лицензионные полномочия
Кроме основной лицензии на совершение банковских операций от 2017 года, БСБ Банк имеет лицензию на право осуществления профессиональной и биржевой деятельности по ценным бумагам, которую получил в 2015 году.
БСБ Банк является членом Ассоциации белорусских банков, ОАО «Белорусская валютно-фондовая биржа», ряда ассоциаций и конфедераций; имеет членство и статус основного участника платежных систем Visa и Mastercard, ассоциированного участника платежной системы «Белкарт». Банк также является участником Международной ассоциации факторинга FCI (Factors Chain International).
БСБ Банк не является участником банковских групп и банковских холдингов.

## Инфраструктура
Вся инфраструктура БСБ Банка сосредоточена в Минске, Беларусь.
- 10 отделений
- 27 пунктов обмена валют
- 48 собственных банкоматов[11].

## Перечень оказываемых услуг
БСБ Банк оказывает услуги для юридических лиц, индивидуальных предпринимателей, самозанятых физических лиц, ремесленников и физических лиц.
Услуги для бизнес-клиентов:
- Расчетно-кассовое обслуживание и пакеты услуг[16]
- Зарплатное обслуживание
- Эквайринг: торговый[17], интернет-эквайринг[18], приложение BSB SMART[19]
- Корпоративные карты
- Дистанционные сервисы: Интернет-банк, Мобильный банк
- Финансирование бизнеса: кредиты[20], факторинг[21], банковская гарантия[22], аккредитив
- Депозиты[23]
- Операции с ценными бумагами

Услуги для частных клиентов:
- Выпуск платежных карт[24]
- Переводы с карты на карту
- Дистанционные сервисы: Интернет-банк, Мобильный банк, приложение MoneyApp[25]
- Операции с иностранной валютой
- Операции с ценными бумагами
- Хранение ценностей